# Pevensey
Pevensey è un paese e una parrocchia civile di 3 152 abitanti del distretto del Wealden della contea dell'East Sussex, in Inghilterra. Il piccolo paese è situato a 5 miglia (8 km) a nord-est di Eastbourne, un miglio (1,6 km) nell'entroterra da Pevensey Bay. L'insediamento di Pevensey Bay fa parte della parrocchia. In epoca romana era nota come Anderitum; secondo la Notitia dignitatum, compilata per questa parte dell'impero attorno al 395, Anderitum era sede del Praepositus numeri Abulcorum, "Comandante dell'unità di cavalleria degli Abulcori", alle dipendenze del Comes litoris Saxonici per Britannias. Fu qui che Guglielmo il Conquistatore sbarcò nella sua invasione dell'Inghilterra del 1066 dopo aver attraversato il Canale della Manica dalla Normandia.

## Geografia fisica
Pevensey è situata su uno sperone di sabbia e argilla, circa 10 m (33 piedi) sul livello del mare. In epoca romana questo sperone era una penisola proiettata in una laguna di paludi e alte maree. Un piccolo fiume, il Pevensey Haven corre lungo il lato nord della penisola e originariamente affluiva nella laguna, ma ora è in gran parte interrato.